# محمد الثاني بن حمد بن عبد الله آل معمر
الأمير محمد بن حمد بن الأمير عبد الله الثاني آل معمر (أو محمد الثاني) هو الأمير الخامس عشر لإمارة العيينة خلفاً لجده الأمير عبدالله الثاني في سنة 1138 للهجرة إثر الوباء الذي أصاب العيينة وقتل الكثير من أهلها ومقاتليها.
إثر ذلك طمع الأمير زيد بن مرخان بن وطبان أمير إمارة الدرعية فجمع جيشه وبوادي آل كثير وقبيلة سبيع وهجم بهم على العيينة فاحتال عليه الأمير محمد بطلب الصلح ودفع الأتاوات وطلب منه دخول العيينة مع وفد من مقاتليه منهم محمد بن سعود بن محمد بن مقرن (مؤسس الدولة السعودية الأولى) فدخلها الأمير زيد ومعه 40 مقاتل ولكن رماة العيينة أطلقوا النار مباشرة عليهم وقتلوا الأمير زيد وهرب وفده، وتحصن بعضهم في غرف القصر حتى أجارتهم الجوهرة بنت الأمير عبد الله الثاني، وقتل في هذه الغزوة أيضاً الأمير موسى بن ربيعة بن وطبان المريدي أمير الدرعية الأسبق واللاجئ في العيينة.
قام الأمير محمد لاحقاً بعزل الشيخ عبد الوهاب بن سليمان بن علي عن القضاء، والذي انتقل بأهله لاحقاً إلى حريملاء حيث نشأ ابنه الشيخ محمد بن عبد الوهاب مؤسس الدعوة، وقد استمر حكم الأمير محمد حتى سنة 1142 للهجرة حيث قُتل في معركة مع آل نبهان من آل كثير.